# Нортборо (Ајова)
Нортборо (енгл. Northboro) град је у америчкој савезној држави Ајова. По попису становништва из 2010. у њему је живело 58 становника.

## Демографија
Према попису становништва из 2010. у граду је живело 58 становника, што је -2 (-3.3%) становника више него 2000. године.
| Група             | 2000.      | 2010.      |
| Белци             | 59 (98,3%) | 56 (96,6%) |
| Афроамериканци    | 0 (0,0%)   | 0 (0,0%)   |
| Азијати           | 0 (0,0%)   | 0 (0,0%)   |
| Хиспаноамериканци | 0 (0,0%)   | 2 (3,4%)   |
| Укупно            | 60         | 58         |